# Кастелфранко ин Мискано
Кастелфра̀нко ин Миска̀но (на италиански: Castelfranco in Miscano) е село и община в Южна Италия, провинция Беневенто, регион Кампания. Разположено е на 760 m надморска височина. Населението на общината е 964 души (към 2010 г.).